# Franco Miranda
Franco Miranda, född 13 maj 1985 i Comodoro Rivadavia, är en argentinsk fotbollsspelare. Han spelar för argentinska Patronato. Miranda skrev på för HIF sommaren 2006 då han lämnade argentinska CAI. Har även spelat i storklubben River Plate. Hans position är försvarare. Den 1 juli 2007 gick hans kontrakt med Helsingborgs IF ut. Klubben ville inte förlänga och Miranda gick istället till St Mirren FC i Scottish Premier League.

## Klubbar
- CAI 1991 — 2003
- River Plate 2003 — 2005
- CAI 2005 — 2006
- Helsingborgs IF 2006 — 2007
- St Mirren FC 2007 — 2009
- Chacarita Juniors 2009
- CAI 2010
- Tiro Federal 2010—2011
- Patronato 2012—